# Ээсмяэ
Э́эсмяэ (эст. Ääsmäe) — деревня на севере Эстонии в волости Сауэ уезда Харьюмаа. На севере деревня граничит с Коппельмаа, на востоке с Пяллу, на западе с Майдла, на юге с Тагаметса. В 2012 году население деревни составляло 695 человек. Старейшина деревни — Ахто Оя.

## История

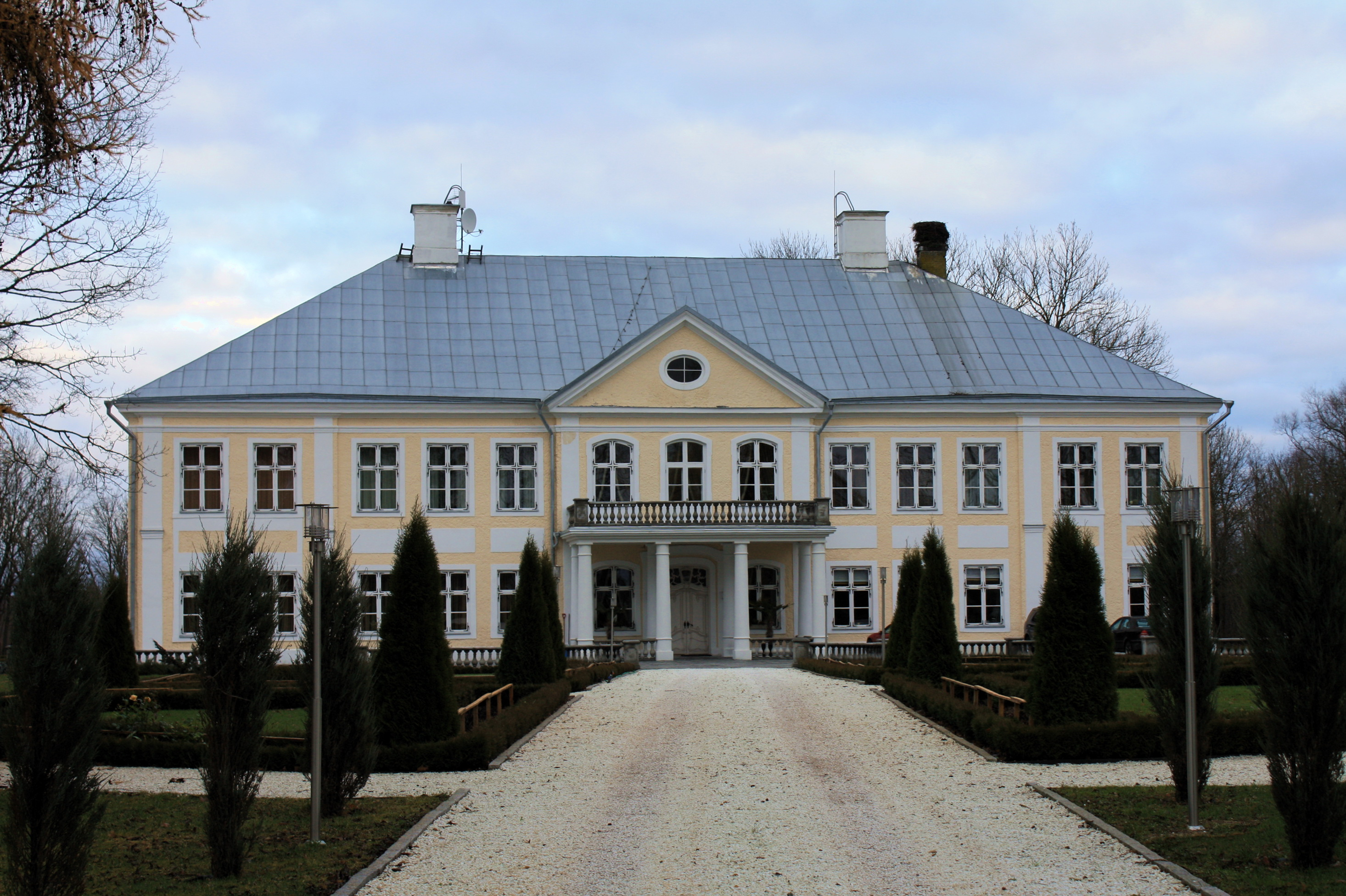
Мыза Ээсмяэ

Археолог Мати Мандел открыл на территории Ээсмяэ следы поселения конца первого — начала второго тысячелетия нашей эры. Помимо этого, Мандел проводил здесь раскопки кладбища, датированного XV—XVIII веками.
Первые упоминания о деревне содержатся в датской поземельной книге 1241 года. В то время деревня состояла из 20 сох.
В деревне была построена мыза, которая в 1663 году получила самостоятельность от мызы Вооре. Современное здание было построено фон Толлями в 1780-х годах. Здание выполнено в стиле барокко и является памятником архитектуры. В 1786 в деревне была открыта школа.
В 1866 году, во время Эстляндской губернии, на основе земель мызы Ээсмяэ была создана волость Ээсмяэ, которая просуществовала до 1891 и была объединена с волостью Сауэ.
5 декабря 1945 года деревня вошла в состав сельсовета Йыгисоо, который в 1954 году был объединен с сельсоветами Пяэскюла и Сауэ.
В 1966 в Ээсмяэ было создано овощеводческое хозяйство совхоза Сауэ. В результате этого население деревни стало расти.
В 1988 году было построено новое здание школы по проекту архитектора Маарьи Нуммерт. В 1991 году открылся детский сад.

## Население
| 2005 | 2006  | 2007  | 2008  | 2009  | 2010  | 2011  | 2012  |
| ---- | ----- | ----- | ----- | ----- | ----- | ----- | ----- |
| 629  | ↘ 626 | ↘ 609 | ↗ 633 | ↗ 652 | ↘ 648 | ↗ 670 | ↗ 695 |

## Транспорт
В Ээсмяэ останавливается рейсовый пригородный автобус №119 (Таллин—Лехету) и коммерческий пригородный автобус №256 (Таллин—Турба).